# Kaiserin-Elisabeth-Gedächtniskirche

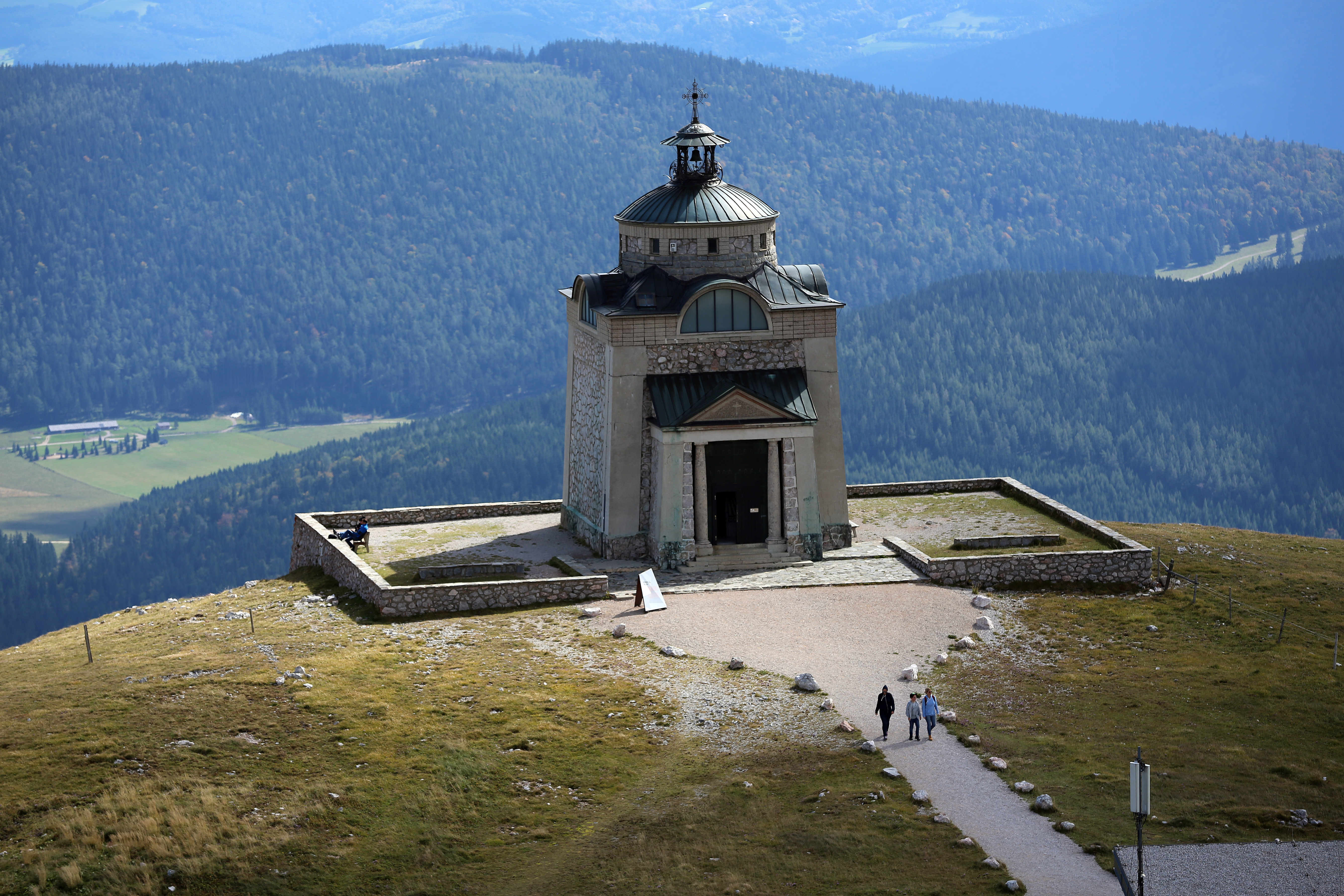
Kaiserin-Elisabeth-Gedächtniskirche auf dem Hochschneeberg

Die Kaiserin-Elisabeth-Gedächtniskirche, kurz auch als Elisabethkirche oder Elisabethkirchlein bekannt, ist eine kleine römisch-katholische Kirche auf dem Hochschneeberg in Niederösterreich. Sie befindet sich unweit der Bergstation der Schneebergbahn. Die Gedächtniskirche gehört zur Pfarre Puchberg am Schneeberg und ist die höchstgelegene Kirche der Erzdiözese Wien in einer Höhe von 1796 m ü. A.
Die Kirche wurde im Auftrag von Kaiser Franz Joseph I. im Andenken an Kaiserin Elisabeth im Jahr 1901 nach Plänen des Architekten Rudolf Goebel im Jugendstil erbaut. Die Weihe wurde am 5. September 1901 durch den Wiener Weihbischof Godfried Marschall vorgenommen.
Im Vorraum befindet sich ein Bronzemedaillon mit dem Bildnis der Kaiserin. Gegenüber ist eine Marmortafel mit dem Vers von Peter Rosegger:

„Sei mir gegrüßt, du schönes reines, auf einsamer Höhe erblühendes Edelweiß, erhaben trauerndes Sinnbild du der herrlichen Frau!“

## Geschichte

### Entstehungsgeschichte

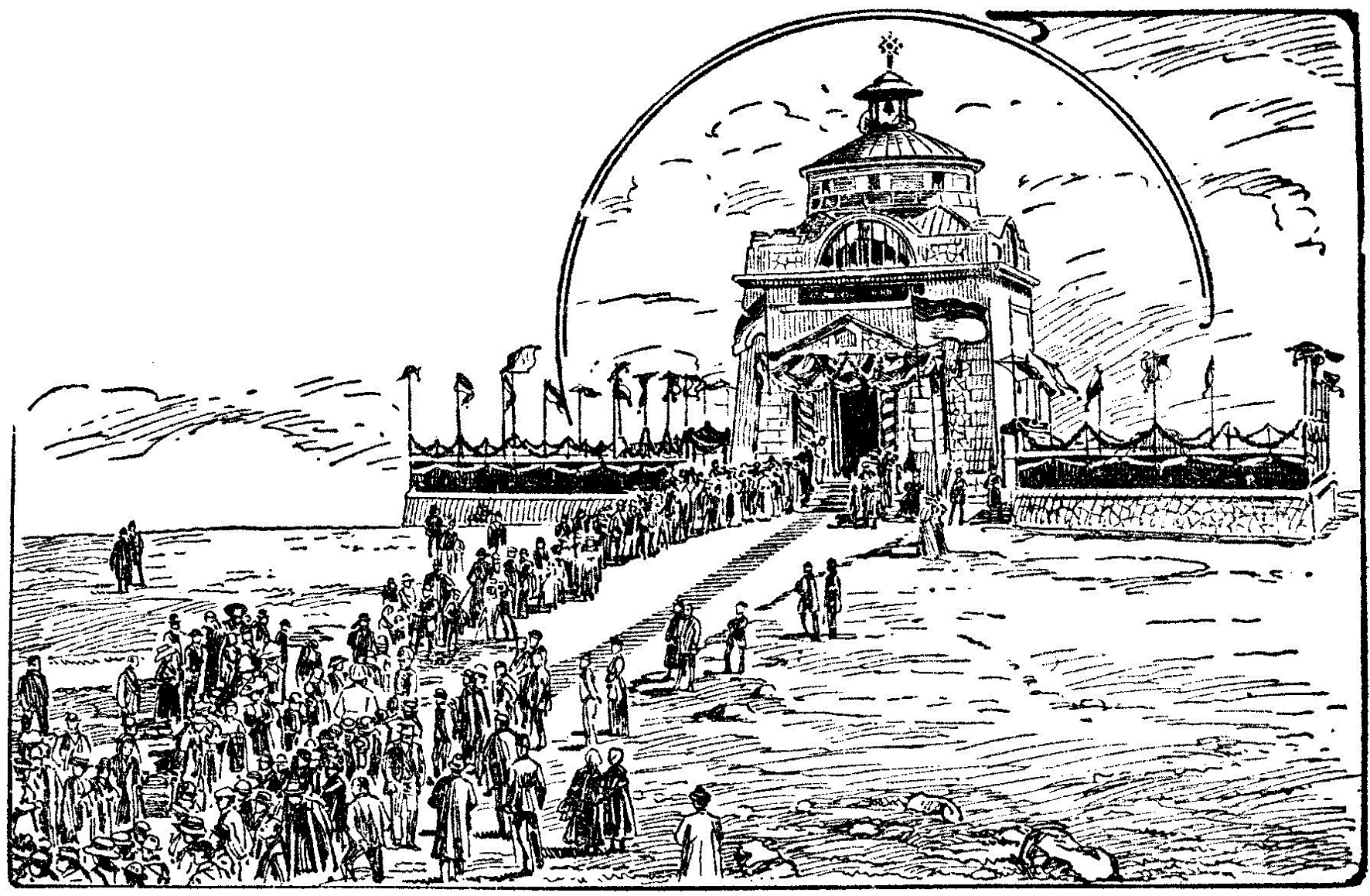
Festakt zu zehn Jahren Weihe, 5. September 1911

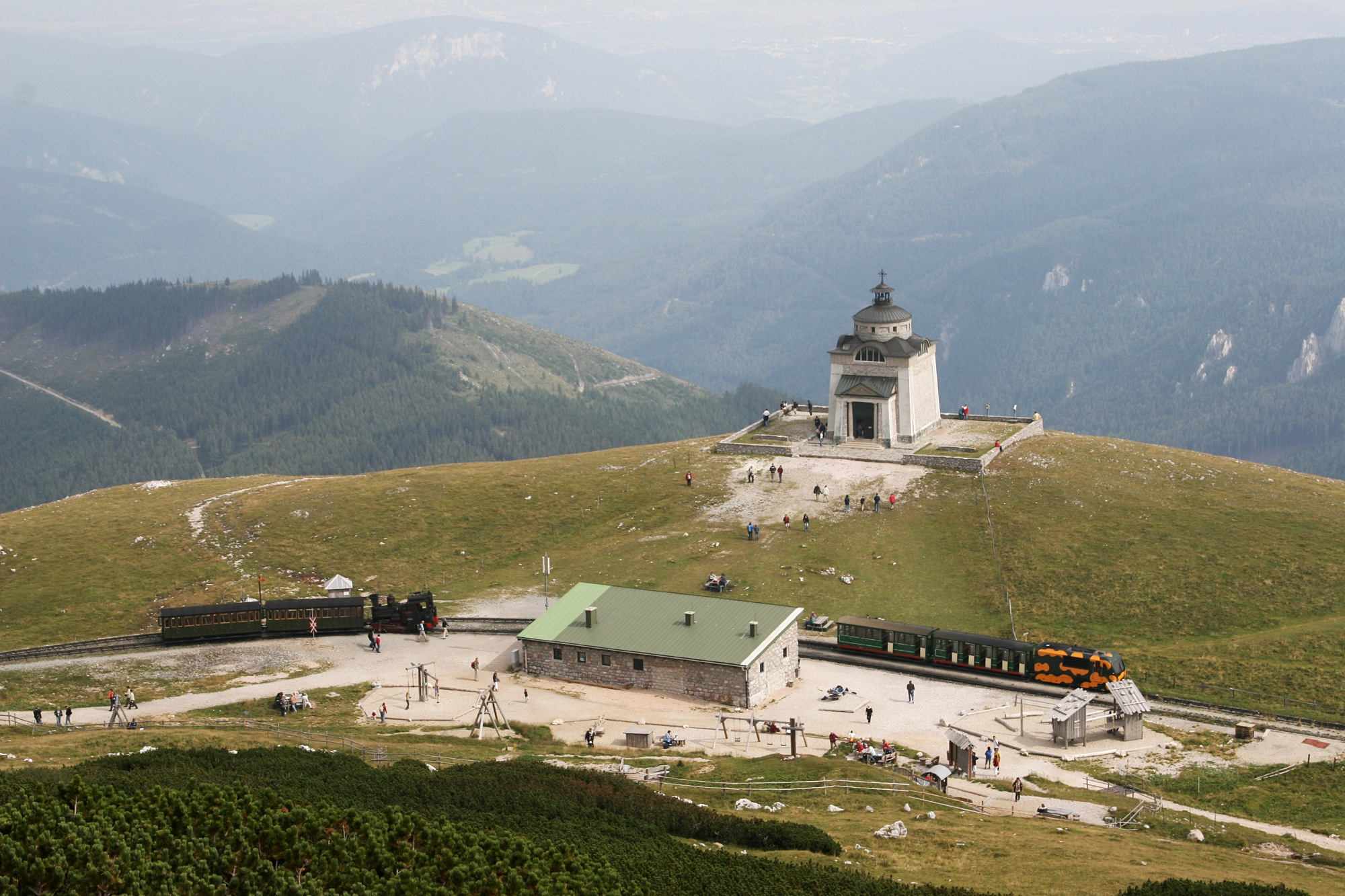
Elisabethkirche mit Bergstation (2005)

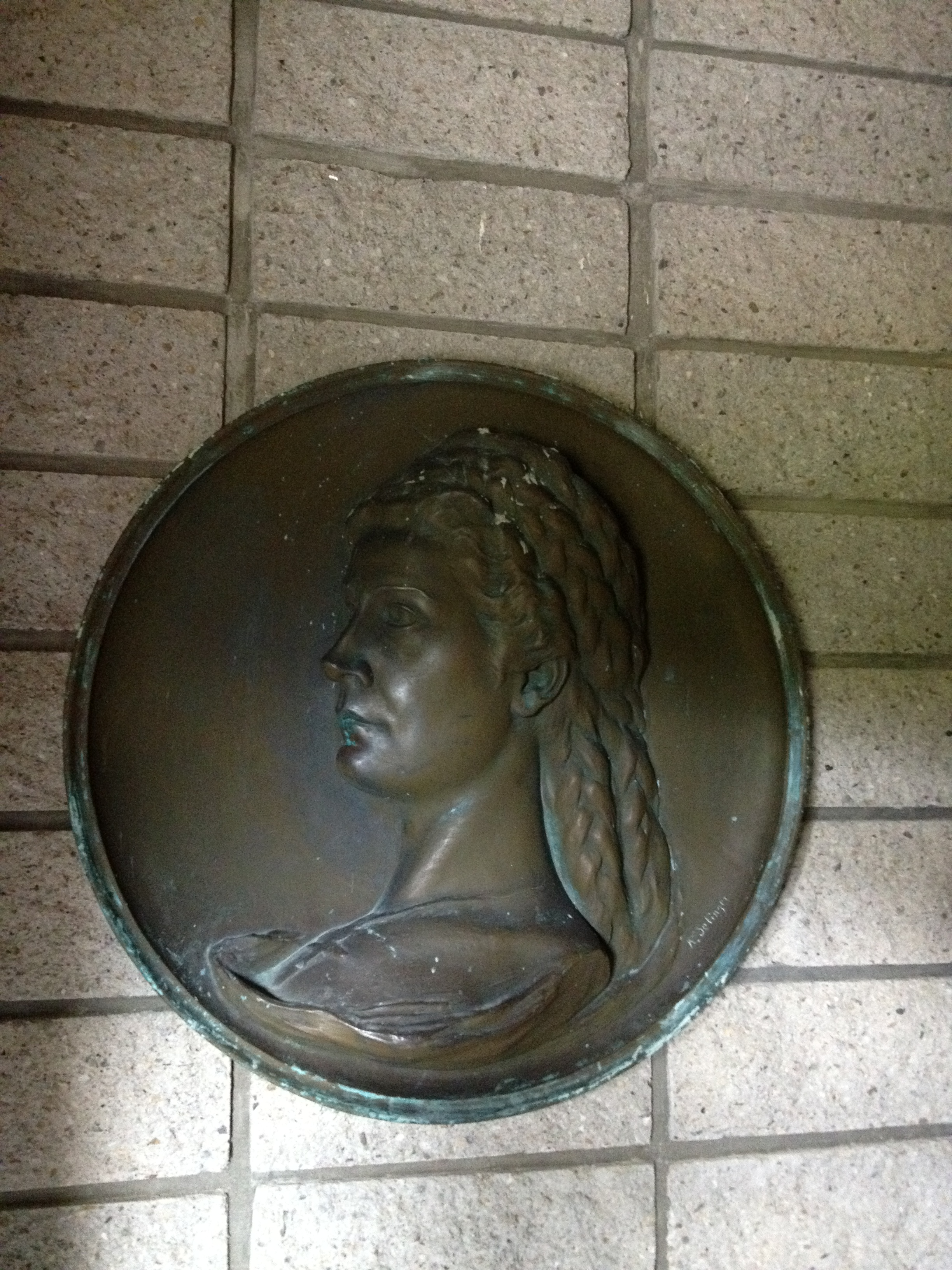
Bronzerelief der Kaiserin

Seit 1840 spielte man mit dem Gedanken, ein steinernes Haus mit wissenschaftlichen Apparaten auf der Gipfelregion des Schneebergs zu errichten, wofür sich der Schneebergforscher A. Schmid starkmachte. Bis 1898 geschah nichts, bis mit der Gründung des Clubs der Schneebergfreunde dieses Haus als Denkmal für den Erbauer der Zahnradbahn, Leo Arnoldi, in den Sinn kam. Als Kaiserin Elisabeth ermordet wurde, plante man, sie mit dem Gebäude zu verewigen. Es sollte ein Observatorium mit Aussichtsturm und mit einem Votivraum errichtet werden. Darin sollte jährlich am Todestag der Kaiserin eine Seelenmesse gefeiert werden. Es fanden sich einige Fachleute zusammen, um das Projekt konkret zu planen; die Ausführung scheiterte jedoch an den zu erwartenden Kosten. Regierungsrat Zehden schlug vor, zunächst eine Gedächtniskirche zu errichten und vom Observatorium abzusehen. Im Frühjahr 1899 löste sich der Club der Schneebergfreunde wegen finanzieller Schwierigkeiten auf, worauf der Plan für die Verewigung von Leo Arnoldi statt Kaiserin Sissi unterging.
Mit Unterstützung des damaligen Ortspfarrers Anton Falk nahm der Wiener Architekt Rudolf Goebel die Sache selbst in die Hand, entwarf Pläne und versuchte, die Kirche mit zwei Freunden aufzubauen. Weihbischof Johann Baptist Schneider unterstützte das Konzept ebenfalls, als er einige Tage in Puchberg Urlaub machte. Prompt wurde ein Bau-Komitee gegründet, dessen Obmann Anton Falk war. Finanzielle Probleme löste das ebenfalls neu gegründete Frauen-Komitee in Wien, das sich den Gewinn von Geldmitteln zur Aufgabe gemacht hatte. Der Bau stand unter dem Schutz der Ehefrau von Erzherzog Rainer, Maria Karoline (Erzherzogin Marie, 1825–1915). Der Obmann schlug für den Bau den Luxboden vor, südöstlich von der Endstation der Zahnradbahn, der vom Grundbesitzer Johann Ernst Graf Hoyos-Sprinzenstein gegen einen Anerkennungszins verpachtet wurde (700 m²).

### Baugeschichte
Nachdem die Pläne vom Architekten Rudolf Goebel fertiggestellt wurden, legte Pfarrer Anton Falk im Frühjahr 1899 den Grundstein. Ab 9. September desselben Jahres gab es wegen des plötzlichen Wintereinbruches einen Baustopp. Anfang der Jahrhundertwende beendete das Wiener Bau-Komitee mangels finanzieller Mittel den Bau endgültig. Falk übernahm die Kontrolle und brachte die Puchberger Baufirma Lorenz Dirtl dazu, ab 22. Juni 1900 weiterzuarbeiten. Am 22. Oktober desselben Jahres erfolgte der nächste Baustopp. Bis dahin war der Rohbau sowie der Außenputz komplettiert, die Kuppelkonstruktion sowie Gitter stammen vom Kunstschlosser Alexander Nehr. Im Sommer 1901 wurde das Gebäude vollendet. Die feierliche Schlusssteinlegung erfolgte am 4. September 1901. Einen Tag später wurde im Beisein von Erzherzog Rainer die Kirche von Weihbischof Godfried Marschall geweiht.
1903 endeten die Außenarbeiten am Gelände. Malereien wurden erst 1907 von den beiden k.k. Hof-Dekorationsmalern Knaus und Pruszinsky gemacht. Noch vor dem 10-Jahres-Jubiläum übernahm der populäre Wiener Cafétier Ludwig Riedl (1858–1919) die Erhaltung der Kirche. 1914 bekam die Kuppel ein Sternenmosaik aus venezianischem Glas.
Seit 1935 gehört das Kirchengrundstück (wie der Schneeberg allgemein, weil er zum Einzugsgebiet der 1. Wiener Hochquellenwasserleitung gehört) der Stadt Wien, das Kirchengebäude ist als Superädifikat eingetragen. Im Zweiten Weltkrieg wurde auch die Elisabethkirche beschädigt, worauf 1949 um Geldmittel für eine Renovierung durch den 1928 gegründeten Verein zur Erhaltung des Elisabeth-Gedächtniskirche auf dem Hochschneeberg gebeten wurde. Wegen unzufriedenstellender Teilsanierungen fand ab 1955 eine Generalrenovierung durch den Niederösterreichischen Wirtschaftsbund statt. Es entstanden jedoch durch Winterstürme weitere Schäden. Da der Verein den Aufgaben nicht mehr gewachsen war, löst er sich am 30. Dezember 1968 auf, sodass die Verantwortung für die Instandhaltung seitdem beim Ortspfarrer liegt. Zwischen 1974 und 1981 fanden mit Hilfe des Landes Niederösterreich und des Bundesdenkmalamtes weitere Sanierungen statt. 1985 wurde die Kirche neu ausgemalt und die fünf Statuen wurden restauriert. Vier Jahre später erfolgte eine Außensanierung. 1996 wurde das Kupferdach erneuert. Gleichzeitig wurde ein perforierter Fensterflügel an der Einstiegsöffnung angebracht, sodass das Kuppelmosaik bis heute schimmelfrei geblieben ist. 2010 wurde das Bauwerk erneut renoviert.
Die Kirche steht unter Denkmalschutz (Listeneintrag), der seit 2008 auch im Grundbuch eingetragen ist.

## Bilder

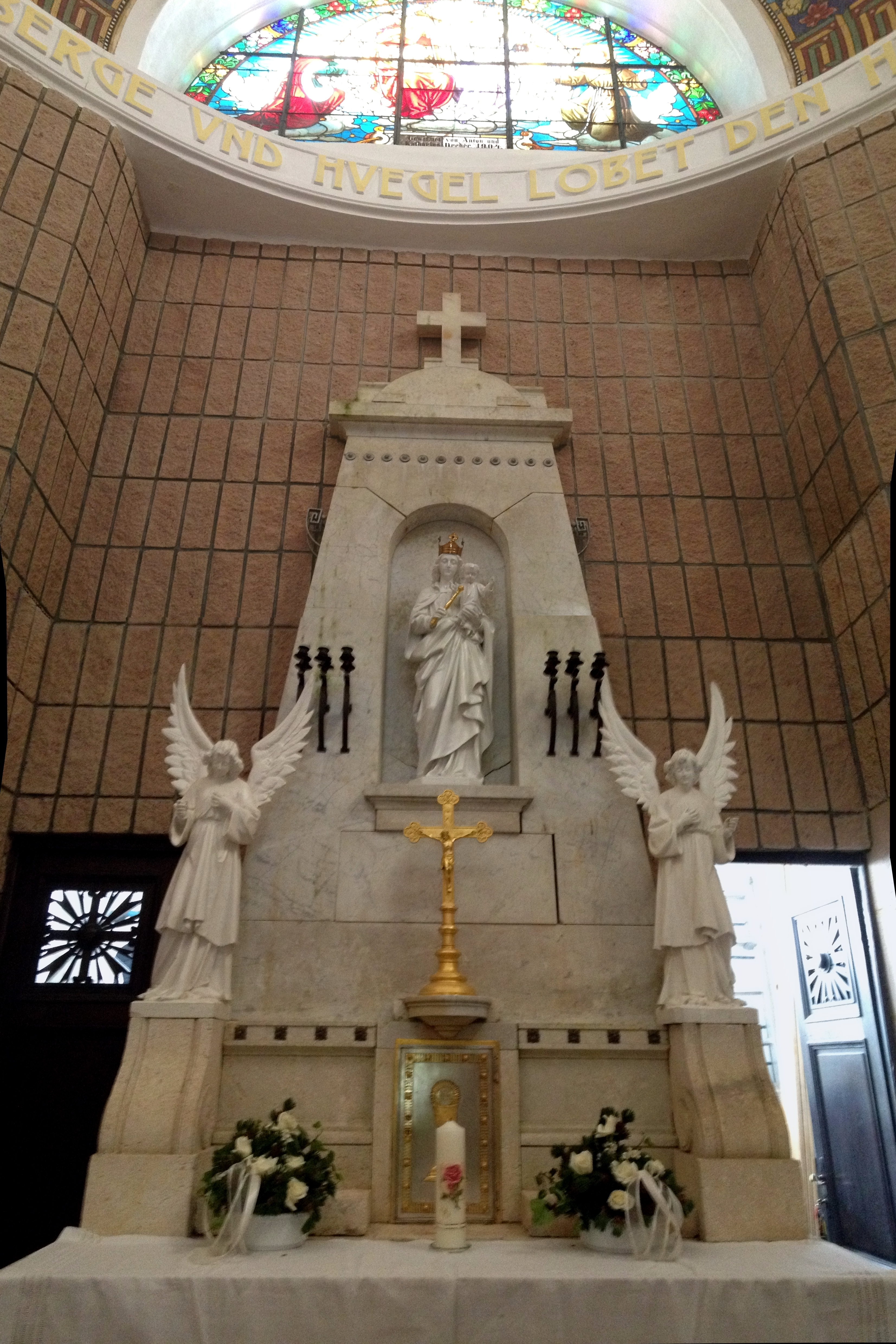
Blick auf Altar
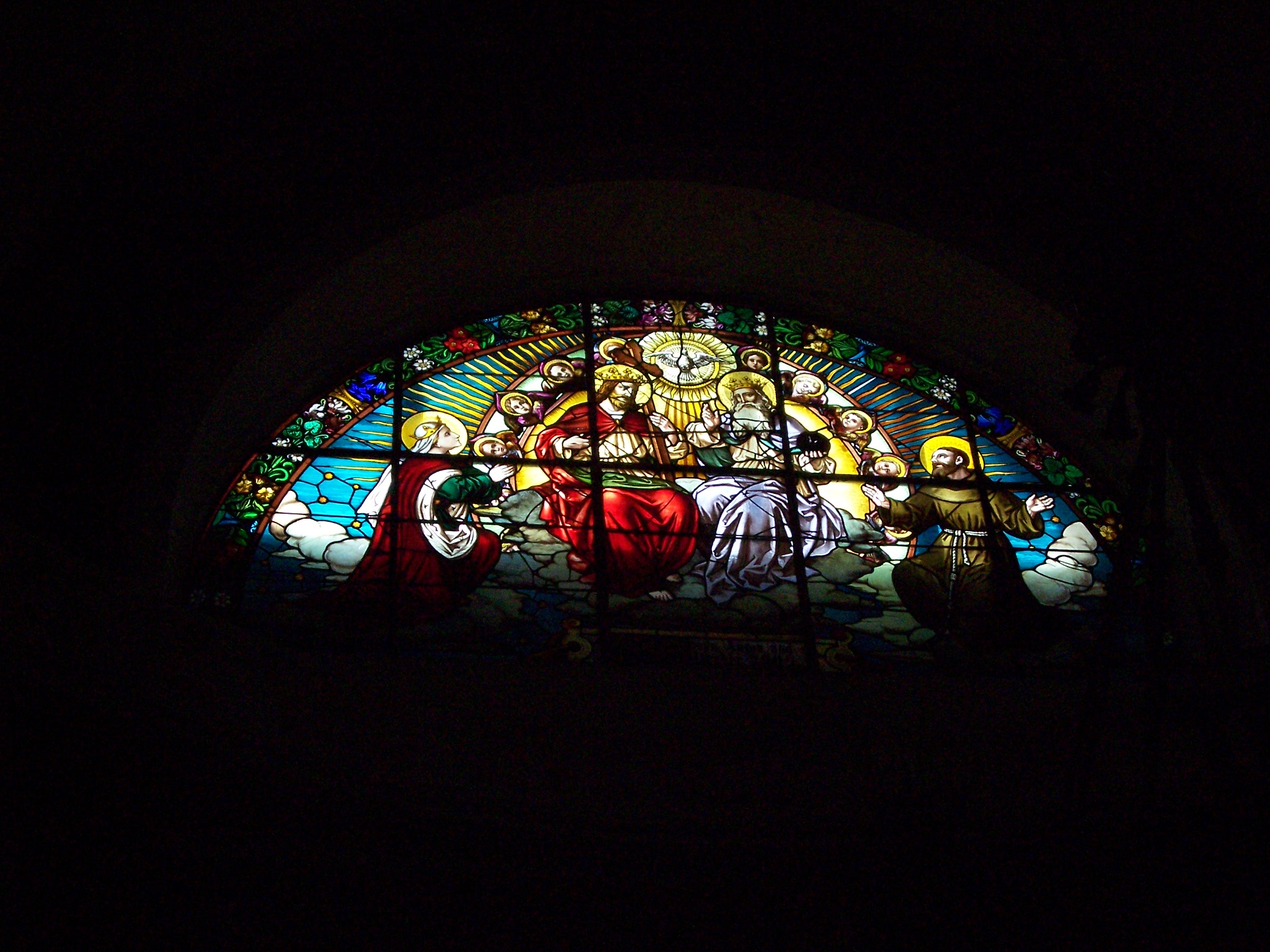
Eines der Buntglasfenster
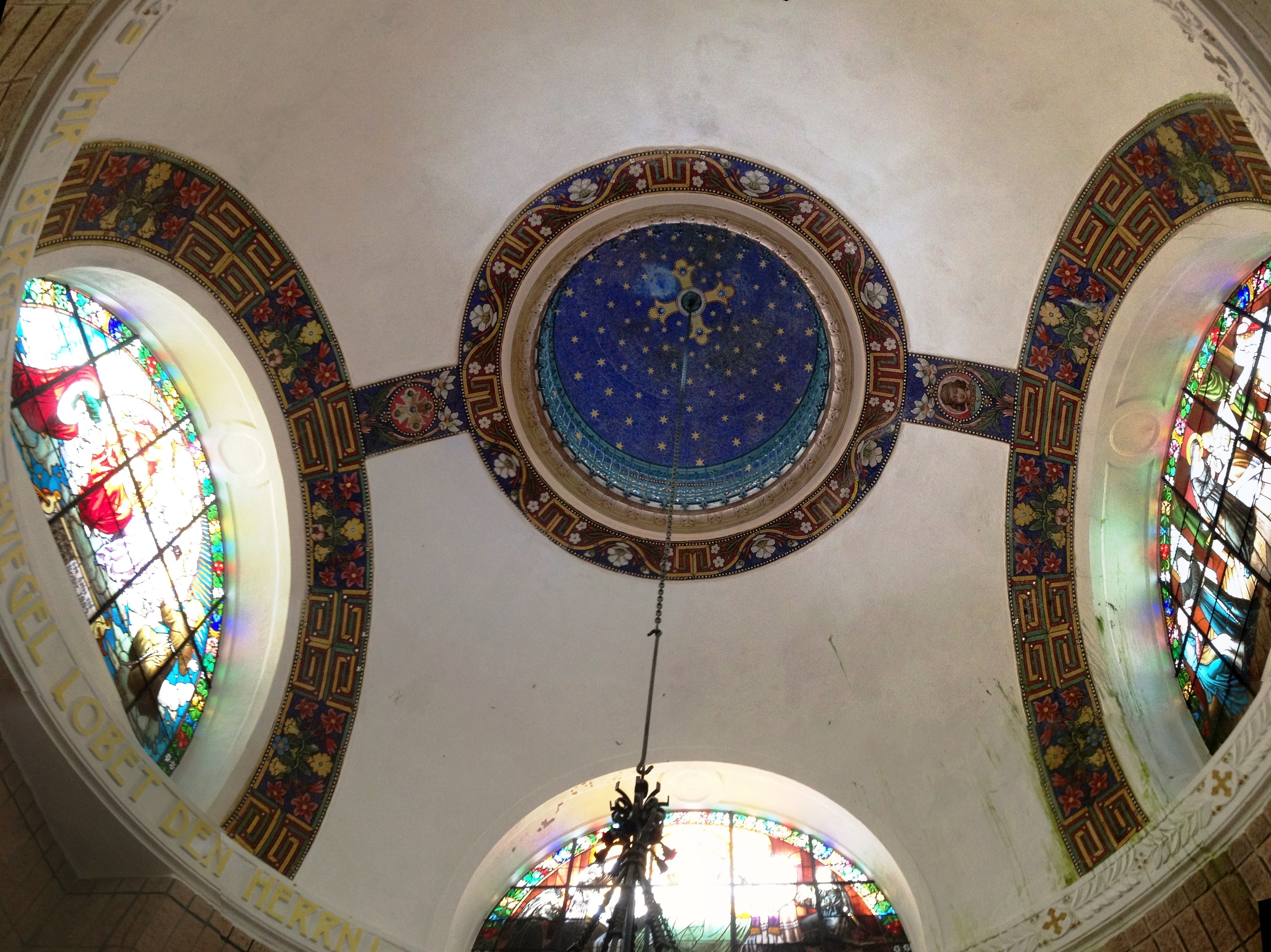
Innenansicht der Kuppel